# Allen Scott
Allen John Scott, né en 1938 à Liverpool (Royaume-Uni), est un géographe américano-britannique. Ses travaux portent essentiellement sur les politiques publiques, la géographie économique et la géographie culturelle.
En 2003, il est le récipiendaire du prix Vautrin-Lud du Festival international de géographie, considéré comme le prix Nobel de géographie.

## Biographie

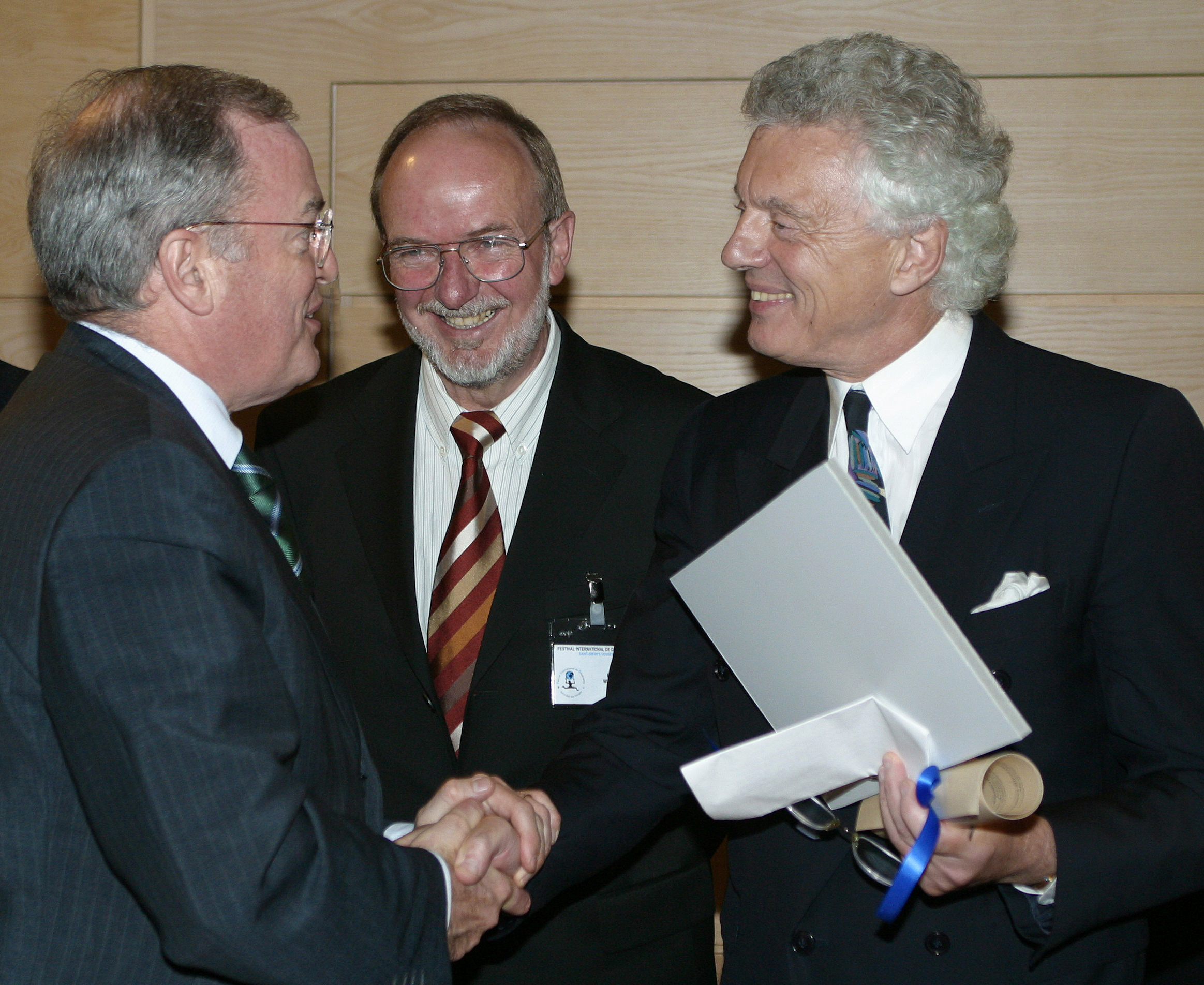
Allen Scott, recevant le prix Vautrin-Lud en 2003.

Scott est né à Liverpool en 1938 et effectue sa scolarité au St John's College de l'université d'Oxford, dont il sort diplômé en 1961. Il obtient un doctorat de l'université Northwestern en 1965.
Durant sa carrière, il enseigne dans plusieurs universités :  l'université de Pennsylvanie, l'University College de Londres, l'université de Toronto, la Sorbonne et l'université de Hong Kong. En 1981, il est nommé professeur à l'université de Californie à Los Angeles (UCLA), au sein des départements de géographie et de politiques publiques. Il prend sa retraite en 2003.